# Jugoistočna Europa
Jugoistočna Europa zemljopisni je i geopolitički dio Europe čiji se prostor pruža prema jugu i istoku od Panonske nizine, a okružen je dijelom Jadranskog mora, Jonskim, Egejskim i Mramornim morem te dijelom Crnog mora. Države koje bi pripadale ovom prostoru jesu:[nedostaje izvor]
1. Albanija
2. Bosna i Hercegovina
3. Bugarska
4. Crna Gora
5. Grčka
6. Hrvatska
7. Kosovo
8. Rumunjska
9. Sjeverna Makedonija
10. Srbija
te uvjetno:
11. Cipar
12. Mađarska
13. Moldavija
14. Turska (istočna Tračka)
15. Ukrajina (područje Budžaka – južna Besarabija)

## Smještaj
Koordinate:
- 34°50' – 48°20' N
- 13°30' – 28°30' E

Udaljenosti:
- sjever – jug = 1500 km
- istok – zapad = 1650 km

Njeno se područje nalazi u pojasu umjerene klime koju obilježavaju 4 godišnja doba. Prevladavajuća je kontinentalna klima, s time da se prema istoku povećava kontinentalnost (povećavaju se godišnje amplitude temperatura i smanjuje se ukupna količina padalina).
Jugoistočna Europa je kontinentsko-podunavski i maritimno-sredozemni prostor.
Zemljopisni položaj:
Ona ima intraregionalni položaj s kontinentalno spojnom, posredničkom funkcijom.
Prometno-zemljopisni položaj:
Kroz jugoistočnu Europu prolaze ovi važni prometni koridori:
- željeznička pruga Beograd – Bar
- Bosansko-neretvanski koridor
- Iskerski koridor
- Marički koridor
- Moravski koridor
- Nišavsko-strumski koridor
- Posavski koridor
- Prizrenski koridor
- Vardarski koridor
- Via Egnatia

Gospodarsko-zemljopisni položaj:
Jugoistočna Europa ima rubni i tranzicijski položaj.

Geopolitički položaj:
Tamponski položaj između drugih europskih regija.
Geostrateški položaj:
Jugoistočna Europa ima žarišni položaj. Tu se preklapaju interesna područja Italije, Rusije, Austrije, Mađarske, Turske. a sve je to bilo najčešći povod za mnoge ratove koji su se zbivali u povijesti ovog prostora. Ovaj dio Europe je bio obilježen vladavinom Osmanskog Carstva i sukobima s Turcima. Zemlje jugoistočne Europe su neovisnost počele ostvarivale tek u 19. stoljeću, kada je Osmansko Carstvo znatno oslabilo.

## Reljef
U reljefnoj strukturi jugoistočne Europe kao najstarije gorje ističu se Rodopi, koji su u paleozoiku uzdignuti hercinskom orogenezom, a građeni su od škriljavaca i gnajsa. Alpskom orogenezom u mezozoiku izdiže se eruptivna Alpsko - dinarska nabrana zona, a u tercijaru Karpatsko - balkanska nabrana zona od eruptiva te metamorfoziranih škriljavaca i krša. Najviši vrh je Musala (2925 m) u Bugarskoj. 
Sredinom tercijara kopno između jadranske i panonske potoline bilo je zaravnjeno. Najprije se javljaju mahoviti epirogeni pokreti (izdizanje i izvijanje) dijelova te mase kojima na površinu izbija magma. Izdizanje ima svoj smjer pružanja. U Dinaridima on se pruža u smjeru sjeverozapad - jugoistok, a u Makedoniji sjever - jug (zbog stare kristalinske mase Rodopa). Te linije prate i tekućice (npr. Vardar).
Povlačenjem Panonskog mora tekućice se javljaju u nepropusnim škriljavim i dolomitnim dijelovima stvarajući u njima široke riječne doline. U vapnenačkim predjelima manje je tekućica, većinom su to ponornice. Tu nastaju i polja u kršu. U Panonskoj nizini nastaju akumulacijske terase i naplavne ravni.
Pleistocen je obilježen ledenim dobom i tada se ovdje oblikuje fluvioglacijalni reljef. Ostaci toga reljefa danas jesu nanosi lesa u Panoniji i u Jadranskoj zavali.
Danas se ostaci tektonske aktivnosti (epirogenetskih pokreta) osjete kao potresi u jugoistočnom dijelu jugoistočne Europe.

## Klima
Reljef je uvjetovao i klimu, te isto tako i vegetaciju. Tamo gdje su planine tu je kontinentalna klima, te zimzelena vegetacija. U priobalju prevladava mediteranska klima te obitavaju sredozemna vegetacija i makija.